# 3319 Kibi
3319 Kibi eller 1977 EJ5 är en asteroid i huvudbältet som upptäcktes den 12 mars 1977 av de båda japanska astronomerna Hiroki Kōsai och Kiichirō Furukawa vid Kiso-observatoriet i Japan. Den har fått sitt namn efter den tidigare japanska provinsen Kibi.
Asteroiden har en diameter på ungefär 18 kilometer och den tillhör asteroidgruppen Hygiea.